# Benalauría
Benalauría er en by og kommune i det sydlige Spanien i provinsen Málaga. Den har et indbyggertal på 465 (2024) indbyggere.